# スカイウォーカーランチ

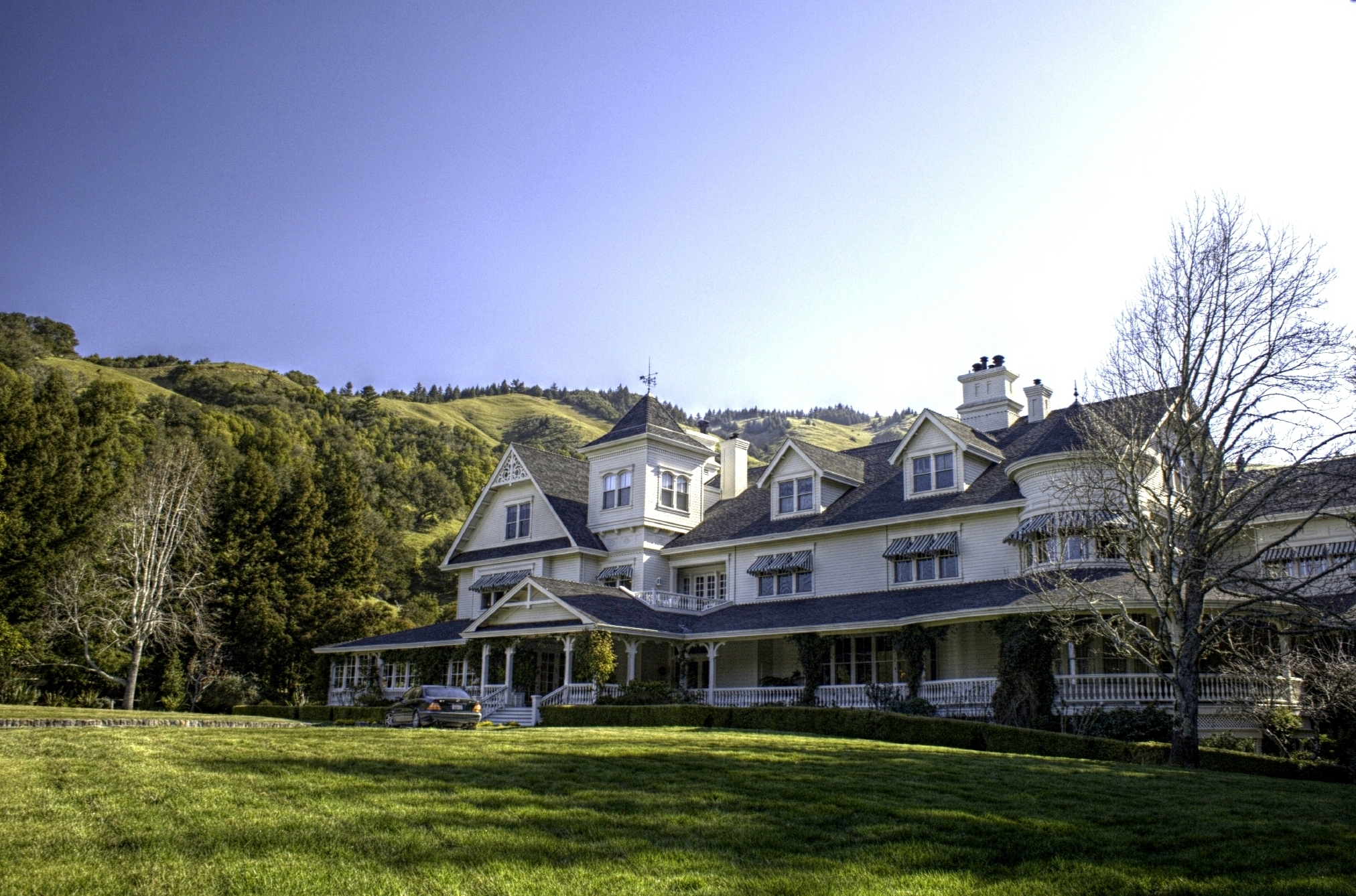
スカイウォーカー・ランチのメインハウス

スカイウォーカーランチ (Skywalker Ranch) は、アメリカの映画制作会社ルーカスフィルム本社が入るスタジオの総称。住所は、カリフォルニア州マリンカウンティ。ランチ内にはルーカスフィルムの本社機能と傘下のスカイウォーカーサウンドが入る。
この大きな敷地は、ジョージ・ルーカスが、「スター・ウォーズ・シリーズ」の収入で購入し、設立した。ハリウッドのメジャースタジオと一定の距離を置き、自分の映画に対する理念を追求したいとのことから、サンフランシスコに居を構えた。広大な土地から外観が農場にしか見えないということから、ここをRanch（農場）と名付けている。

## 建物
メインオフィス
ルーカスフィルム本社機能、図書館、メインダイニング。
レッドウッドで作られたとても美しい建物。廊下には「スター・ウォーズ」「インディ・ジョーンズ」などのプロップが展示されている。
テック・ビルディング
スカイウォーカー・サウンド、シアター、オーケストラステージ。
テック・ビル内には、ジョージ・ルーカス個人所有のクラシック映画のポスターコレクションが多数展示されている。
ジ・イン
宿泊施設、3棟。
部屋にはジョージ・ルーカスが影響を受けた人々の名前が付いている。アンセル・アダムスの部屋には、アダムスが自分で焼いた写真が飾られている。黒澤明の部屋には、黒澤がルーカスに送った直筆の絵画が飾られている。
消防署
ルーカスフィルムが運営する組織。
ルーカスフィルムのロゴが入った消防車は、スカイウォーカーランチ内のショップでミニカーとして販売されている。消防署員、警備員もルーカスフィルムの社員。ユニフォームには、Xウィングなどの刺繍が施されている。
厚生施設
カフェ、プール、テニスコート、ルーカスフィルムショップ

## 逸話
- スカイウォーカーランチの住所は一般に公開されていないため、ここで働くスタッフの名刺には、マリン郡の私書箱が住所として記載されている。
- 敷地の周囲は、警備員と監視カメラで厳重にセキュリティが確保されているが、どういうわけかこの警備を突破し、敷地内に侵入するスター・ウォーズファンがいる。侵入者は、警備員により丁寧に敷地外に排除される。
- 敷地内に入れない一般のファンは、時には軽飛行機で上空からスカイウォーカーランチを見学するものもいる。
- 宿泊施設であるジ・インには、大きな暖炉がいくつもあり、スタッフは夜ここで映画談義をしている。この暖炉には数冊のノートがあり、ここに滞在した映画関係者がサインをしている。
- ランチの真ん中にある湖は人工湖である。
- 近年、敷地内に葡萄畑が増え始めた。これは、親友であるフランシス・フォード・コッポラの依頼によるもので、ここで採れた葡萄はコッポラの経営するワイナリー「ニバウム・コッポラ・ワイナリー」に送られ、スカイウォーカー・ワインとして販売されている。いまだにコッポラとの関係を断てないルーカスの姿が垣間見ることのできる逸話。
- ランチは撮影禁止となっており、マスコミを通じて内部が報道されることはほとんどない。内部が紹介された少ない例がいくつかあり、ルーカスフィルムが制作した映画のメイキング番組、書籍に登場する。2008年にはフジテレビで放送された番組「映画の達人」でも詳しく内部が紹介された。